# Acordo do Ato Espacial
Os Acordos do Ato Espacial (em inglês:  Space Act Agreements) (SAA) são um tipo de acordo legal especificado no Lei Nacional de Aeronáutica e Espaço de 1958 dos Estados Unidos (e subsequentes autorizações do Congresso) que conferem poderes exclusivos à NASA para trabalhar com qualquer entidade que possibilite o cumprimento do mandato da Administração. Recentemente, como a autorização de 2010 de (Pub.L. 111–314 (text) (pdf)):
Contratos, Arrendamentos e Acordos.--No desempenho de suas funções, a Administração está autorizada, sem levar em consideração subseções (a) e (b) da seção 3324 do título 31, celebrar e executar tais contratos, arrendamentos, acordos cooperativos ou outras transações que possam ser necessárias na condução de seu trabalho e nos termos que julgar apropriados, com qualquer agência ou instrumentalidade dos Estados Unidos, ou com qualquer Estado, território ou posse, ou com qualquer subdivisão política deles, ou com qualquer pessoa, firma, associação, corporação ou instituição educacional.
A Agência entra em SAA com vários parceiros para promover a missão da NASA e os objetivos do programa, incluindo atividades espaciais de cooperação internacional.

## Definições para tipos de acordo
- Acordos Reembolsáveis - Acordos onde os custos da NASA associados à atividade são reembolsados pelo Parceiro do Acordo (total ou parcialmente). A NASA assume acordos reembolsáveis quando tem bens, serviços e instalações exclusivos que não estão sendo totalmente utilizados para cumprir as necessidades da missão. Estes podem ser disponibilizados a terceiros sem interferência e de acordo com as missões e políticas da Agência.
- Acordos Não-Reembolsáveis - Acordos que envolvem a NASA e um ou mais Parceiros de Acordo em uma atividade mutuamente benéfica que promova as Missões da Agência. Ao contrário dos Acordos Reembolsáveis, cada parceiro arca com o custo de sua participação e nenhum dinheiro é trocado entre as partes.
- Acordos Financiados - Acordos onde os fundos apropriados são transferidos para um Parceiro de Acordo doméstico para cumprir uma missão da Agência. Os Acordos Financiados só podem ser usados quando o objetivo da Agência não pode ser alcançado através do uso de um contrato de aquisição, subvenção ou acordo de cooperação.
- Acordos Internacionais - Acordos Reembolsáveis ou Não-Reembolsáveis em que o Parceiros de Acordo é uma entidade estrangeira. O parceiro estrangeiro pode ser uma entidade legal não estabelecida sob uma lei estadual ou federal dos Estados Unidos e pode incluir uma entidade comercial ou não-comercial ou pessoa ou entidade governamental de um soberano estrangeiro.

## Exemplos de acordos do Ato Espacial

### Commercial Space Transportation Capabilities
Acordos deste tipo foram alcançados no âmbito do Commercial Orbital Transportation Services (COTS) e Commercial Crew Development (CCDev). Eles não estão sujeitos aos Regulamentos de Aquisição Federais.
Além dessas duas iniciativas, a NASA fechou cinco outros acordos no Commercial Space Transportation Capabilities (CSTC).
Cinco acordos foram assinados entre janeiro de 2007 e junho de 2007:
- PlanetSpace para seu o Silver Dart lançado pelo foguete Canadian Arrow.[5]
- t/Space para a cápsula do Veículo de Transferência de Tripulação (CXV) lançado a partir do extinto sistema AirLaunch LLC.[6]
- Spacehab para seu veículo de entrega de carga ARCTUS para a Estação Espacial Internacional (ISS) que é baseado no hardware existente dos Estados Unidos.[7]
- SpaceDev para seu avião espacial Dream Chaser.[8][9]
- Constellation Services International para seu veículo de entrega de carga para a ISS que é baseado no hardware russo existente.[10]

Todas as três iniciativas do Acordo do Ato Espacial, COTS, CSTC e CCDev são para desenvolvimento, engenharia e teste de conceitos de design, mas o CSTC é diferente das outras duas iniciativas por não fornecer nenhum financiamento. Os acordos CSTC são apenas instrumentos que comprometem a NASA a aumentar a cooperação e apoiar as empresas do setor privado com informações e outras facilidades, mas este compromisso não tem implicações financeiras e ambos os lados (NASA e as empresas privadas) devem garantir por si próprias os fundos necessários para suas respectivas partes das atividades.

#### Resultados
Quatro dos acordos de cooperação assinados são por um período máximo de 3 anos, que expiraram em 2010. No quinto, do SpaceDev, o período é censurado.
Até agora, a NASA publicou uma lista de marcos de progresso realizados apenas para SpaceDev, e a mesma espaçonave Dream Chaser também é um dos vencedores (embora com marcos diferentes) das rodadas CCDev 1 e 2.